# Arkadiusz Milik
Arkadiusz Krystian Milik (* 28. února 1994 Tychy) je polský profesionální fotbalista, který hraje na pozici útočníka za italský klub Juventus FC, a za polský národní tým.

## Klubová kariéra
V Polsku hrál za kluby Rozwój Katowice a Górnik Zabrze.
V prosinci 2012 přestoupil za odhadovanou částku 3,5 milionu eur z Górniku do německého Bayeru Leverkusen, kde podepsal smlouvu od 1. ledna 2013 do léta 2018.
Před sezónou 2013/14 byl zapůjčen na hostování do celku FC Augsburg, kde debutoval 21. září 2013 v utkání šestého kola německé Bundesligy proti Hannoveru 96 (prohra 1:2, šel na hřiště v 90. minutě). První gól vstřelil v následujícím sedmém ligovém kole 27. září 2013 proti hostující Borussii Mönchengladbach, dostal se na hrací plochu v 76. minutě a v 88. minutě skóroval a zajistil tak Augsburgu bod za konečnou remízu 2:2. Byl to jeho vůbec první gól v Bundeslize.
V létě 2014 odešel na další hostování, tentokrát do nizozemského AFC Ajax. V roce 2015 do Ajaxu přestoupil a střelecky se mu dařilo, byl produktivní. V srpnu 2016 přestoupil do italského prvoligového klubu SSC Neapol, vicemistra Serie A 2015/16.

## Reprezentační kariéra
Arkadiusz Milik hrál za polské mládežnické reprezentační výběry U17, U19 a U21.
V A-týmu Polska debutoval 12. října 2012 pod trenérem Waldemarem Fornalikem v přátelském utkání s Jihoafrickou republikou (výhra Polska 1:0, Milik nastoupil v průběhu druhého poločasu za stavu 0:0). První gól v A-týmu vstřelil 14. prosince 2012 v přátelském zápase s Makedonií, kde ve 12. minutě otevíral skóre střetnutí (Polsko nakonec vyhrálo 4:1).
11. října 2014 se podílel vítězným gólem na historické výhře 2:0 nad Německem (úřadující mistr světa) v kvalifikaci na EURO 2016. Pro Polsko to byla premiérová výhra, zdařila se až na 19. pokus ve vzájemných zápasech (do té doby bilance 12 proher a 6 remíz). Němci prohráli v některé z kvalifikací po 33 zápasech, naposledy poznali porážku v roce 2007 (0:3 v Mnichově s Českou republikou).
Trenér Adam Nawałka jej zařadil do závěrečné 23členné nominace na EURO 2016 ve Francii.

## Vyznamenání
2x Coppa Italia (2023/2024 Juventus, 2019/2020 Neapol 
1x nejlepší střelec Coppa Italia 2023/2024